# U-Bank Tower (Tel Awiw)
U-Bank Tower (hebr. מגדל U-בנק) – wieżowiec w osiedlu Lew ha-Ir w mieście Tel Awiw, w Izraelu.

## Historia
Budynek został zaprojektowany przez architekta A. Freibergera, który wzorował się na projekcie Minoru Yamasaki w wieżach World Trade Center. Zezwolenie budowlane pozwala na dobudowanie kolejnych pięter do osiągnięcia wysokości 25 kondygnacji. Budynek wybudowano pod koniec lat 80. XX wieku. Jest on różnie nazywany: General Bank Building, Bank Klali lub America-Israel Bank.

## Dane techniczne
Budynek ma 10 kondygnacji i wysokość 42 metrów.
Wieżowiec wybudowano w stylu modernistycznym. Wzniesiono go z betonu. Elewacja jest wykonana ze granitu i szkła. Kształt wykończenia elewacji przypomina widły.
Budynek jest wykorzystywany jako siedziba banku.